# Nicole Schmidhofer
Nicole Schmidhofer (Friesach, 15 de marzo de 1989) es una deportista austríaca que compitió en esquí alpino.
Ganó una medalla de oro en el Campeonato Mundial de Esquí Alpino de 2017, en la prueba de supergigante. En la Copa del Mundo consiguió cuatro victorias y doce podios en total.
En 2018 recibió la Condecoración de Honor de Oro de la Orden al Mérito de la República de Austria.

## Palmarés internacional
| Campeonato Mundial | Campeonato Mundial   | Campeonato Mundial | Campeonato Mundial |
| Año                | Lugar                | Medalla            | Prueba             |
| ------------------ | -------------------- | ------------------ | ------------------ |
| 2017               | Sankt Moritz (Suiza) | Medalla de oro     | Supergigante       |